# Баклановы (дворянский род)
Бакла́новы — донской казачий дворянский род.

## История рода
Казачий род Баклановых, по предположению дореволюционного исследователя Кириллова, известен на Дону с XVII века. 
В дворянском достоинстве род был утверждён Правительствующим Сенатом 23 декабря 1844 года, после того, как, по прошению отставного полковника и георгиевского кавалера Петра Дмитриевича Бакланова, его внуки: Надежда, Николай, Анна и Семён — определением от 6 ноября того же 1844 года были признаны в правах дворянства. 
Известные представители
- Бакланов, Пётр Дмитриевич (1785—1859) — полковник Донского казачьего войска, участник Отечественной войны 1812 года и ряда других войн, кавалер ордена Святого Георгия 4 степени (за отличие 7 и 8 июля 1829 г при взятии Бургаза в Русско-турецкую войну 1828—1829 годов).
- Бакланов, Яков Петрович (1809—1873) — генерал-лейтенант, герой Кавказской войны[2].
- Бакланов, Николай Яковлевич (1831—?) — полковник, участник Кавказской войны, в ходе которой неоднократно отличился в делах против горцев, и Русско-турецкой войны 1877—1878, в ходе которой 31 ноября 1877 года был награждён Золотым оружием «За Храбрость».